# Thomisus
Thomisus es un género de arañas cangrejo (familia Thomisidae) que cuenta con más de 100 especies descritas. Incluye especies que varían ampliamente en su ecología; se las conoce como arañas cangrejo de las flores, debido a que son depredadoras que se alimentan de los insectos que visitan las flores. El nombre cangrejo con que se denomina a estas arañas deriva de los movimientos que realizan y la posición en que mantienen sus patas anteriores, lo que recuerda a un cangrejo extendiendo sus pinzas como amenaza.

## Descripción y hábitos

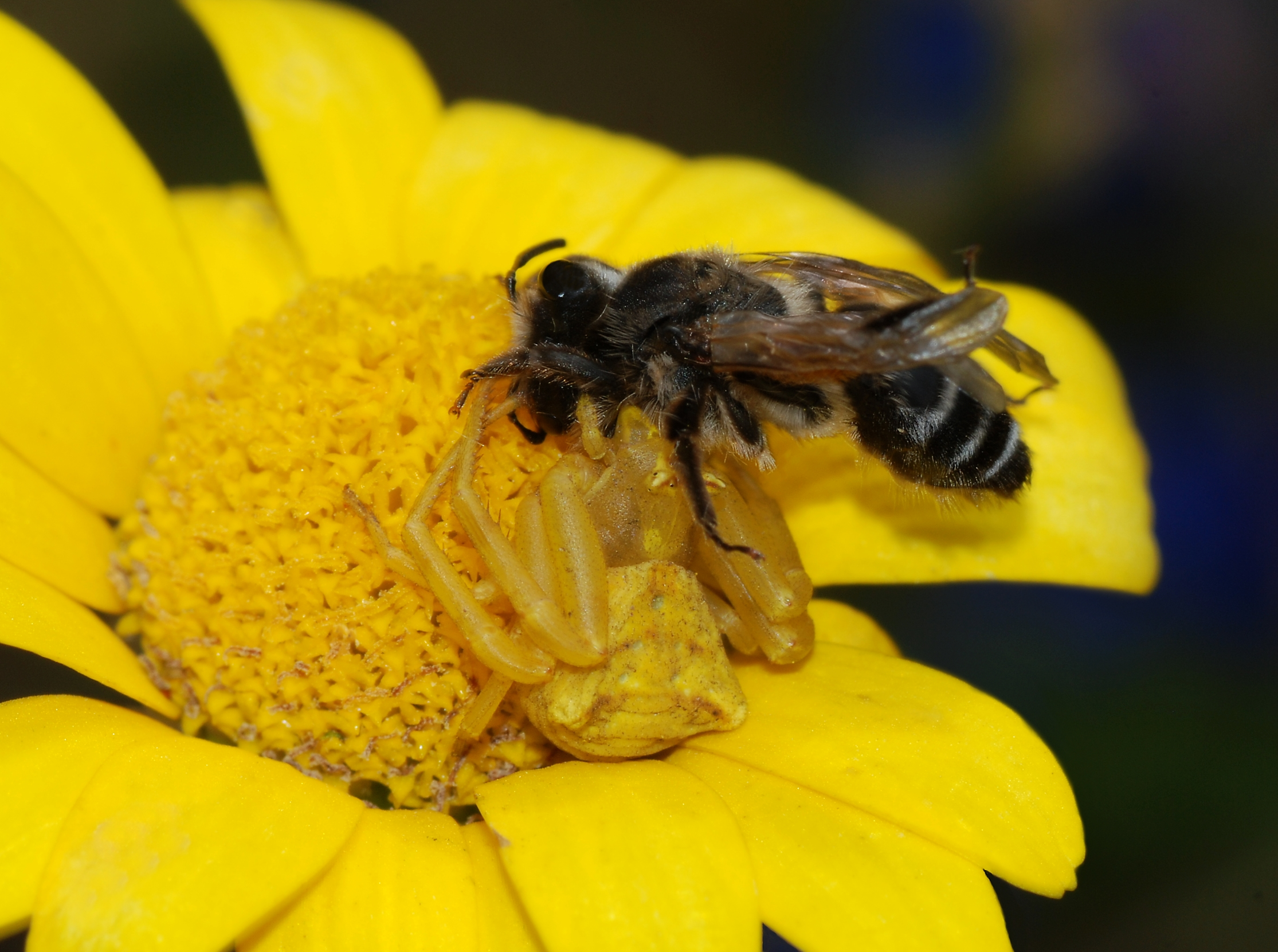
Thomisus onustus capturando una abeja.

En la mayoría de especies las hembras miden cuatro a diez mm de largo, mientras los machos miden dos a siete mm. Muchas especies son brillantemente coloridas, usualmente a tono con el color de la flor donde esperan en emboscada. Además, algunas especies pueden cambiar su color en un período de días para hacer juego con el color de la flor. Estudios sugieren que las abejas tienden a evitar las flores en donde ven un objeto del tamaño de una araña de un color diferente al de la flor; si este es un mecanismo específico para evitar las arañas cangrejo, o simplemente no son atraídas a las flores donde la guía de néctar es oscura, es una pregunta más difícil de contestar. Los cambios de color que tales especies de arañas pueden realizar están típicamente en rangos de blanco, rosado y amarillo.
En Thomisus spectabilis, el método de camuflaje es similar al realizado por Misumena vatia, excepto que T. spectabilis se mezcla con el ambiente mientras permanece visible a sus presas, pero no a sus predadores. Esta especie de araña refleja la luz ultravioleta (UV) mientras la flor la absorbe, creando un contraste entre la araña y la flor a los ojos del polinizador. El contraste creado atrae grandemente a los polinizadores tales como las abejas melíferas. Este método evolutivo de camuflaje incrementa la probabilidad de encuentro entre la araña y la presa, lo que a su vez influye en su aptitud biológica. Dado el incremento de la tasa de encuentro de la presa, las arañas pueden enfocar su energía en reproducción y así aumentar su probabilidad de supervivencia.

## Distribución
El género Thomisus se distribuye en casi todo el mundo, con la notable excepción de la mayor parte de Sudamérica.The world spider catalog La mayoría de especies se localizan en los trópicos y las regiones calientes del Viejo Mundo, mientras que pocas especies se encuentran en la región de Nueva Guinea y Australia, además del Nuevo Mundo. Únicamente T. guadahyrensis se conoce de Sudamérica, específicamente de Perú.

## Especies
- Thomisus albens O. Pickard-Cambridge, 1885
- Thomisus albertianus Strand, 1913

- Thomisus albertianus guineensis Millot, 1942 
- Thomisus albertianus maculatus Comellini, 1959 
- Thomisus albertianus verrucosus Comellini, 1957 

- Thomisus albohirtus Simon, 1884
- Thomisus amadelphus Simon, 1909
- Thomisus andamanensis Tikader, 1980
- Thomisus angulatulus Roewer, 1951
- Thomisus angustifrons Lucas, 1858
- Thomisus arabicus Simon, 1882
- Thomisus armillatus (Thorell, 1891)
- Thomisus ashishi Gajbe, 2005
- Thomisus australis Comellini, 1957
- Thomisus baghdeoi Gajbe, 2004
- Thomisus bargi Gajbe, 2004
- Thomisus beautifularis Basu, 1965
- Thomisus benoiti Comellini, 1959
- Thomisus bicolor Walckenaer, 1837
- Thomisus bidentatus Kulczyński, 1901
- Thomisus bigibbosus Keyserling, 1881
- Thomisus blandus Karsch, 1880
- Thomisus boesenbergi Lenz, 1891
- Thomisus bonnieri Simon, 1902
- Thomisus bueanus Strand, 1916
- Thomisus bulani Tikader, 1960
- Thomisus callidus (Thorell, 1890)
- Thomisus cancroides Eydoux & Souleyet, 1841
- Thomisus candidus Blackwall, 1866
- Thomisus castaneiceps Simon, 1909
- Thomisus cavaleriei Schenkel, 1963
- Thomisus citrinellus Simon, 1875
- Thomisus congoensis Comellini, 1957
- Thomisus dalmasi Lessert, 1919
- Thomisus danieli Gajbe, 2004
- Thomisus daradioides Simon, 1890

- Thomisus daradioides nigroannulatus Caporiacco, 1947

- Thomisus dartevellei Comellini, 1957
- Thomisus dentiger (Thorell, 1887)
- Thomisus destefanii Caporiacco, 1941
- Thomisus dhakuriensis Tikader, 1960
- Thomisus dhananjayi Gajbe, 2005
- Thomisus duriusculus (Thorell, 1877)
- Thomisus dyali Kumari & Mittal, 1997
- Thomisus elongatus Stoliczka, 1869
- Thomisus eminulus Tang & Li, 2010
- Thomisus galeatus Simon, 1909
- Thomisus ghesquierei Lessert, 1943
- Thomisus godavariae Reddy & Patel, 1992
- Thomisus gouluensis Peng, Yin & Kim, 2000
- Thomisus granulatus Karsch, 1880
- Thomisus granulifrons Simon, 1906
- Thomisus guadahyrensis Keyserling, 1880
- Thomisus guangxicus Song & Zhu, 1995
- Thomisus hararinus Caporiacco, 1947
- Thomisus hui Song & Zhu, 1995
- Thomisus hunanensis Peng, Yin & Kim, 2000
- Thomisus ilocanus Barrion & Litsinger, 1995
- Thomisus iswadus Barrion & Litsinger, 1995
- Thomisus italongus Barrion & Litsinger, 1995
- Thomisus janinae Comellini, 1957
- Thomisus jocquei Dippenaar-Schoeman, 1988
- Thomisus kalaharinus Lawrence, 1936
- Thomisus katrajghatus Tikader, 1963
- Thomisus keralae Biswas & Roy, 2005
- Thomisus kitamurai Nakatsudi, 1943
- Thomisus kiwuensis Strand, 1913
- Thomisus kokiwadai Gajbe, 2004
- Thomisus krishnae Reddy & Patel, 1992
- Thomisus labefactus Karsch, 1881
- Thomisus laglaizei Simon, 1877
- Thomisus lamperti Strand, 1907
- Thomisus leucaspis Simon, 1906
- Thomisus litoris Strand, 1913
- Thomisus lobosus Tikader, 1965
- Thomisus ludhianaensis Kumari & Mittal, 1997
- Thomisus machadoi Comellini, 1959
- Thomisus madagascariensis Comellini, 1957

- Thomisus madagascariensis pallidus Comellini, 1957

- Thomisus magaspangus Barrion, Barrion-Dupo & Heong, 2013
- Thomisus manishae Gajbe, 2005
- Thomisus manjuae Gajbe, 2005
- Thomisus marginifrons Schenkel, 1963
- Thomisus meenae Gajbe, 2005
- Thomisus melanostethus Simon, 1909
- Thomisus mimae Sen & Basu, 1963
- Thomisus modestus Blackwall, 1870
- Thomisus natalensis Lawrence, 1942
- Thomisus nepenthiphilus Fage, 1930
- Thomisus nirmali Saha & Raychaudhuri, 2007
- Thomisus nossibeensis Strand, 1907
- Thomisus obscuratus Caporiacco, 1947
- Thomisus obtusesetulosus Roewer, 1961
- Thomisus ochraceus Walckenaer, 1841
- Thomisus odiosus O. Pickard-Cambridge, 1898
- Thomisus okinawensis Strand, 1907
- Thomisus onustus Walckenaer, 1805

- Thomisus onustus meridionalis Strand, 1907

- Thomisus oscitans Walckenaer, 1837
- Thomisus pateli Gajbe, 2004
- Thomisus pathaki Gajbe, 2004
- Thomisus penicillatus Simon, 1909
- Thomisus perspicillatus (Thorell, 1890)
- Thomisus pooneus Tikader, 1965
- Thomisus pritiae Gajbe, 2005
- Thomisus projectus Tikader, 1960
- Thomisus pugilis Stoliczka, 1869
- Thomisus rajani Bhandari & Gajbe, 2001
- Thomisus retirugus Simon, 1909
- Thomisus rigoratus Simon, 1906
- Thomisus rishus Tikader, 1970
- Thomisus roeweri Comellini, 1957
- Thomisus schoutedeni Comellini, 1957
- Thomisus schultzei Simon, 1910
- Thomisus scrupeus (Simon, 1886)
- Thomisus shillongensis Sen, 1963
- Thomisus shivajiensis Tikader, 1965
- Thomisus sikkimensis Tikader, 1962
- Thomisus simoni Gajbe, 2004
- Thomisus socotrensis Dippenaar-Schoeman & van Harten, 2007
- Thomisus sorajaii Basu, 1963
- Thomisus spectabilis Doleschall, 1859
- Thomisus spiculosus Pocock, 1901
- Thomisus stenningi Pocock, 1900
- Thomisus stigmatisatus Walckenaer, 1837
- Thomisus stoliczkai (Thorell, 1887)
- Thomisus sundari Gajbe & Gajbe, 2001
- Thomisus swatowensis Strand, 1907
- Thomisus telanganaensis Pravalikha & Srinivasulu, 2015
- Thomisus tetricus Simon, 1890
- Thomisus transversus Fox, 1937
- Thomisus tripunctatus Lucas, 1858
- Thomisus tuberculatus Dyal, 1935
- Thomisus turgidus Walckenaer, 1837
- Thomisus unidentatus Dippenaar-Schoeman & van Harten, 2007
- Thomisus venulatus Walckenaer, 1841
- Thomisus viveki Gajbe, 2004
- Thomisus vulnerabilis Mello-Leitão, 1929
- Thomisus wangi Tang, Yin & Peng, 2012
- Thomisus whitakeri Gajbe, 2004
- Thomisus yemensis Dippenaar-Schoeman & van Harten, 2007
- Thomisus zaheeri Parveen, Khan, Mushtaq, Ahmad & Rana, 2008
- Thomisus zhui Tang & Song, 1988
- Thomisus zuluanus Lawrence, 1942
- Thomisus zyuzini Marusik & Logunov, 1990

## Galería

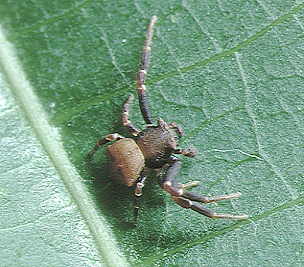
Macho de Thomisus kitamurai de Japón
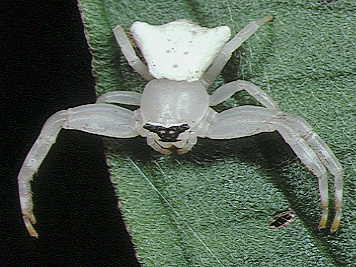
Hembra de Thomisus kitamurai
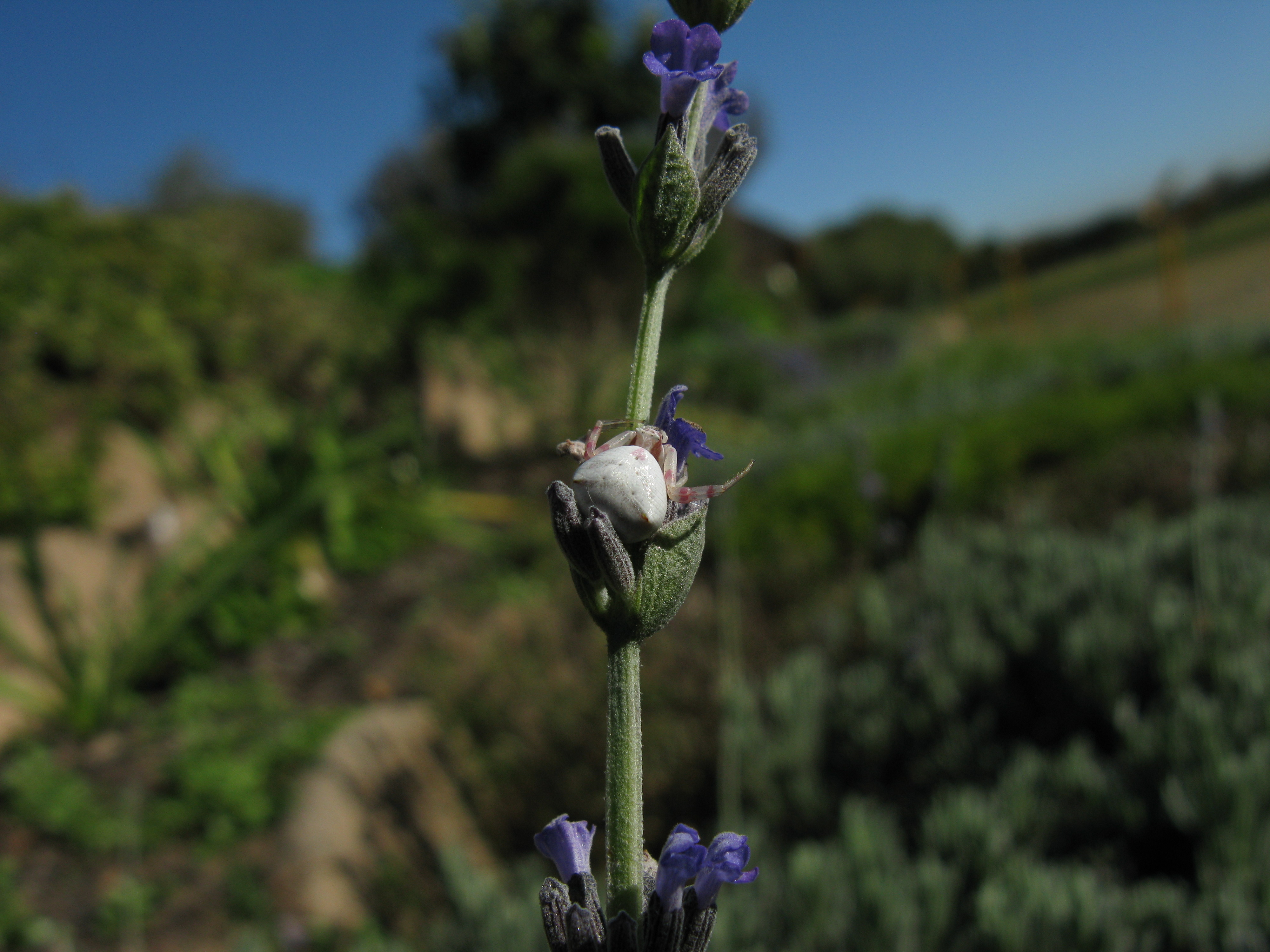
Especie sudafricana de Thomisus en emboscada sobre una flor de Lavandula
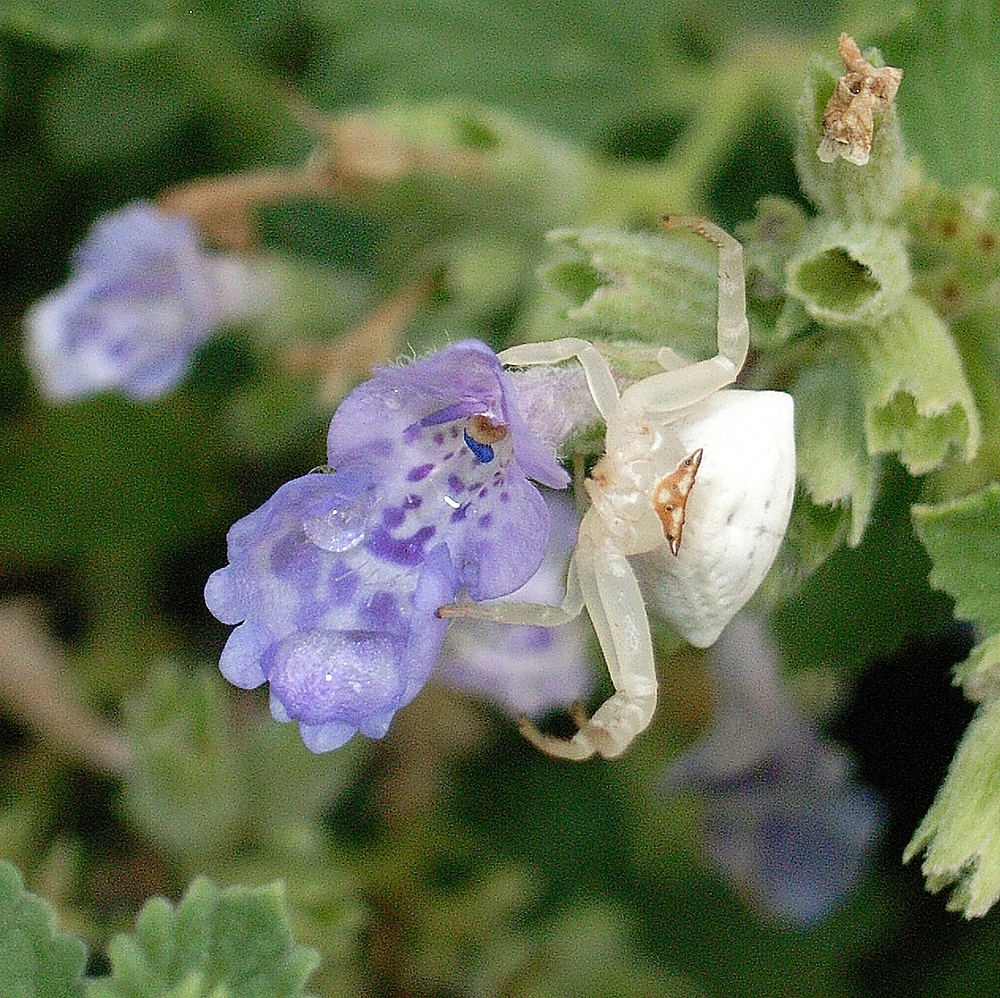
Hembra de T. labefactus